# Karl Kröner

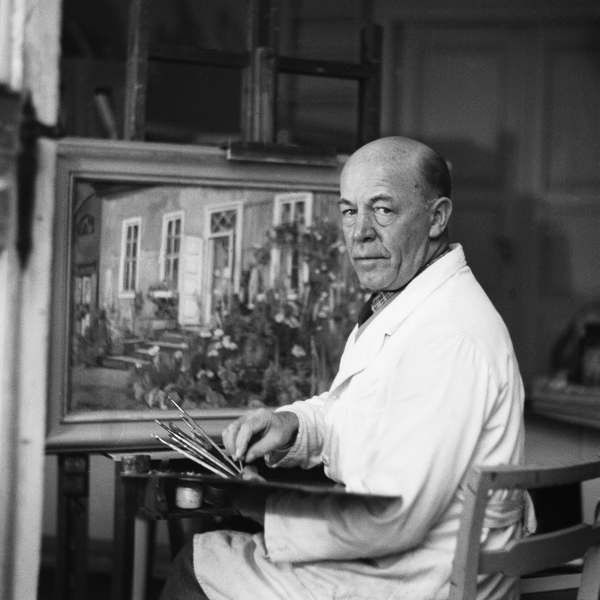
Karl Kröner (1955)

Karl Kröner (* 7. April 1887 in Zschopau; † 3. Oktober 1972 in Radebeul) war ein deutscher Maler und Schriftsteller.

## Leben und Wirken

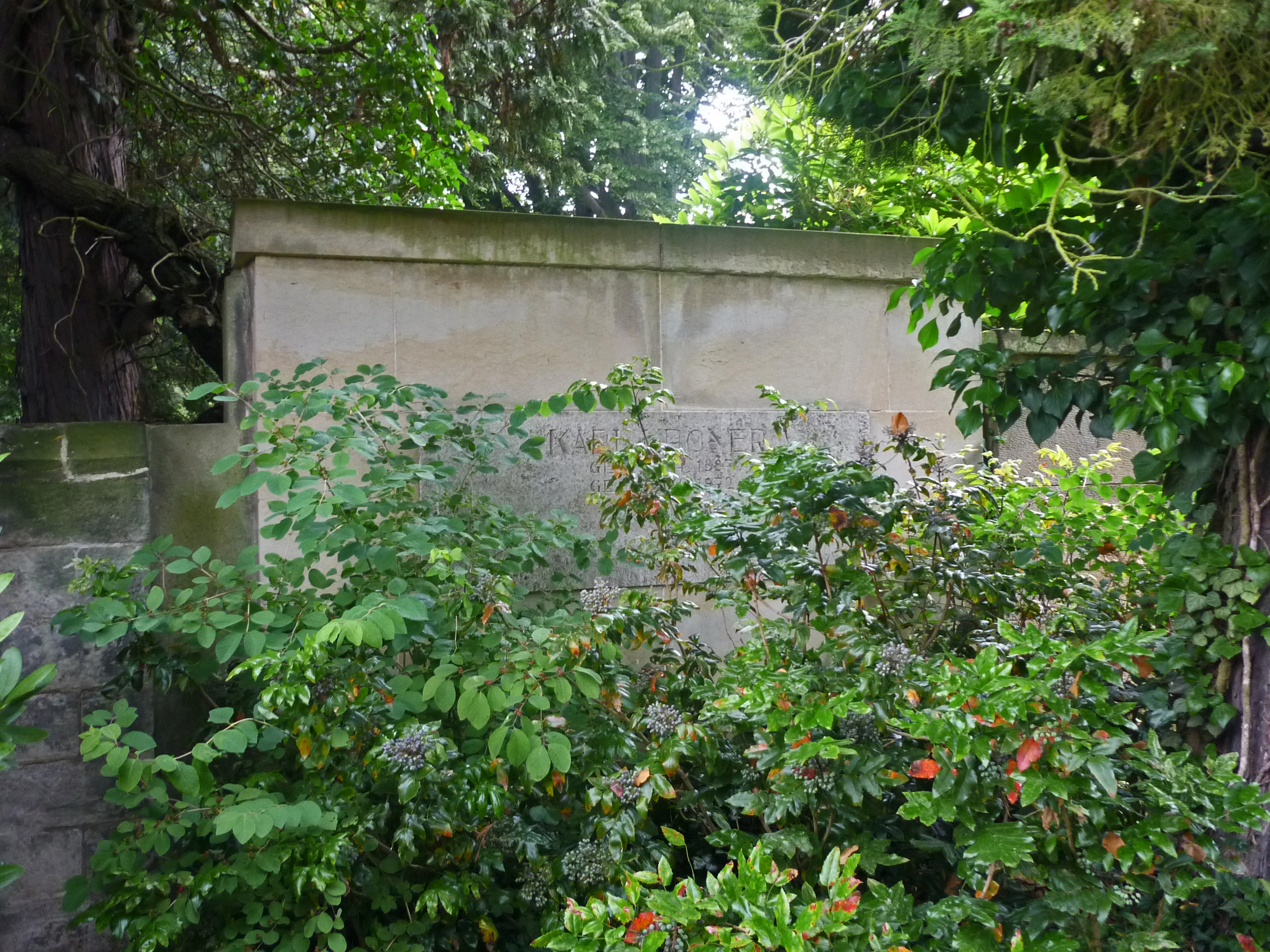
Grab von Karl Kröner auf dem Loschwitzer Friedhof

Karl Kröner machte eine Lehre als Textilmusterzeichner in Chemnitz von 1904 bis 1908. Danach studierte er an der Königlichen Kunstgewerbeschule in Dresden, arbeitete bis 1910 als freischaffender Musterzeichner in Chemnitz und studierte wieder von 1910 und 1914 an der Dresdner Kunstakademie bei Eugen Bracht und Gotthardt Kuehl.
Nach Studienreisen an die Ostsee und in die Niederlande zog er 1914 zu Paul Wilhelm und Wilhelm Claus nach Niederlößnitz in das Turmhaus des „Grundhofs“, wo er bis zu seinem Tode 1972 als freischaffender Maler lebte und arbeitete.
Von 1915 bis 1918 war Kröner als Soldat im Ersten Weltkrieg. 1916 war er in der Galerie Ernst Arnold auf der „Zweiten Ausstellung Dresdner Künstler die im Heeresdienst stehen“ vertreten. 1923 und 1924 unternahm er zwei Italienreisen. Angeregt von Cezanne malte Kröner viele Bilder seiner Heimatlandschaft, was ihm den Beinamen „Maler der Lößnitz“ einbrachte.
In der Zeit des Nationalsozialismus gehörte er neben Paul Wilhelm, Otto Griebel und Josef Hegenbarth zum „Kreis der Sieben“, die sich zum geistigen Austausch bei Wanderungen trafen. Kröner war obligatorisches Mitglied der Reichskammer der bildenden Künste und konnte sich an mehreren Ausstellungen beteiligen. 1940 wurde auf der Großen Deutschen Kunstausstellung in München sein Ölgemälde Burg Rauenstein gezeigt.
Von 1940 bis 1943 war er zum Kriegsdienst eingezogen. 1944 verlor er durch einen Brand seines Ateliers zahlreiche Arbeiten. Nach einer Übergangszeit in einem Behelfsatelier in der Heinrichsburg in Seußlitz bezog er 1945 (oder 1947) wieder sein Atelier im Grundhof in Radebeul.
Ab 1947 unternahm er immer wieder Reisen an die Ostsee, ab 1955 dann auch nach Italien. Kröner zählt zu den Künstlern der „Dresdner Schule“, „deren schöne Malerei in der Maltradition des ersten Jahrhundertdrittels verwurzelt ist.“
Kröner war in der Ostzone bzw. der DDR u. a. 1946 auf der Kunstausstellung „Sächsische Künstler“ und von 1946 bis 1973 auf allen Deutschen Kunstausstellungen bzw. Kunstausstellungen der DDR in Dresden vertreten.
Er wurde auf dem Künstlerfriedhof in Dresden-Loschwitz beerdigt. Seit 1998 trägt eine Straße in Radebeul seinen Namen.

## Darstellung Kröners in der bildenden Kunst der DDR
- Hans Steger: Karl Kröner (Porträtbüste, 1964, Bronze)[5]

## Werke in Museen und öffentlichen Sammlungen (Auswahl)
- Altenburg (Thüringen), Lindenau-Museum (u. a.: Prouvais; Kohlezeichnung, 1915)[6]
- Berlin, Nationalgalerie (u. a.: Paradiesstraße; Ölgemälde, 1946)[6]
- Dresden, Galerie Neue Meister (u. a.: Südfranzösische Landschaft mit Viadukt II; Ölgemälde, 1963)[7]
- Dresden, Kupferstichkabinett (u. a.: Lotsenboote in Stralsund; Aquarell, 1953)[6]
- Dresden, Stadtmuseum (Dresden; Ölgemälde, 1946/1947)[6]
- Erfurt, Angermuseum (u. a.: Penisola im Dezember. Portofino; Aquarell, 1955)[6]

## Schriften
- Die Lößnitz, Gestalt und Wirkung einer Landschaft. In: Dresdner Geschichtsverein (Hrsg.): Kulturlandschaft Lößnitz-Radebeul (= Dresdner Hefte. Nr. 54), Verlag Dresdner Geschichtsverein, Dresden 1998, ISBN 3-910055-44-3, S. 3–7 (Erstveröffentlicht in: Jahrbuch zur Pflege der Künste. 2. Folge, Wolfgang Jess Verlag, Dresden 1954).